# Cercocebus torquatus
Cercocèbe à collier blanc, Mangabey à collier blanc, Mangabey à collier
« Cercocèbe à collier blanc » redirige ici. Pour l'espèce appelée Cercocèbe à col blanc, voir Cercocebus lunulatus.
Espèce
Statut de conservation UICN

 EN  : En danger
Statut CITES
Cercocebus torquatus est une espèce de singes catarhiniens de la famille des cercopithecidés. Il est appelé Cercocèbe à collier blanc, ou Mangabey à collier blanc,, Mangabey à collier et parfois Cercocèbe enfumé  ou Mangabey enfumé ,. L'espèce du Mangabey Couronné (Cercocebus lunulatus) était auparavant parfois considéré comme une sous-espèce de Cercocebus torquatus.

Le mâle de ce singe à longue queue peut atteindre 10 kg.

## Répartition
Les principales populations se trouvent dans les bassins côtiers du Cameroun, de la Guinée équatoriale et du Gabon mais il en existe aussi au sud du Nigeria et dans l'ouest de la république démocratique du Congo,,.

## Culture
Le peintre flamand Pieter Brueghel l'Ancien a représenté deux mangabeys à collier captifs dans son célèbre tableau : La Ville d'Anvers et les deux Singes.

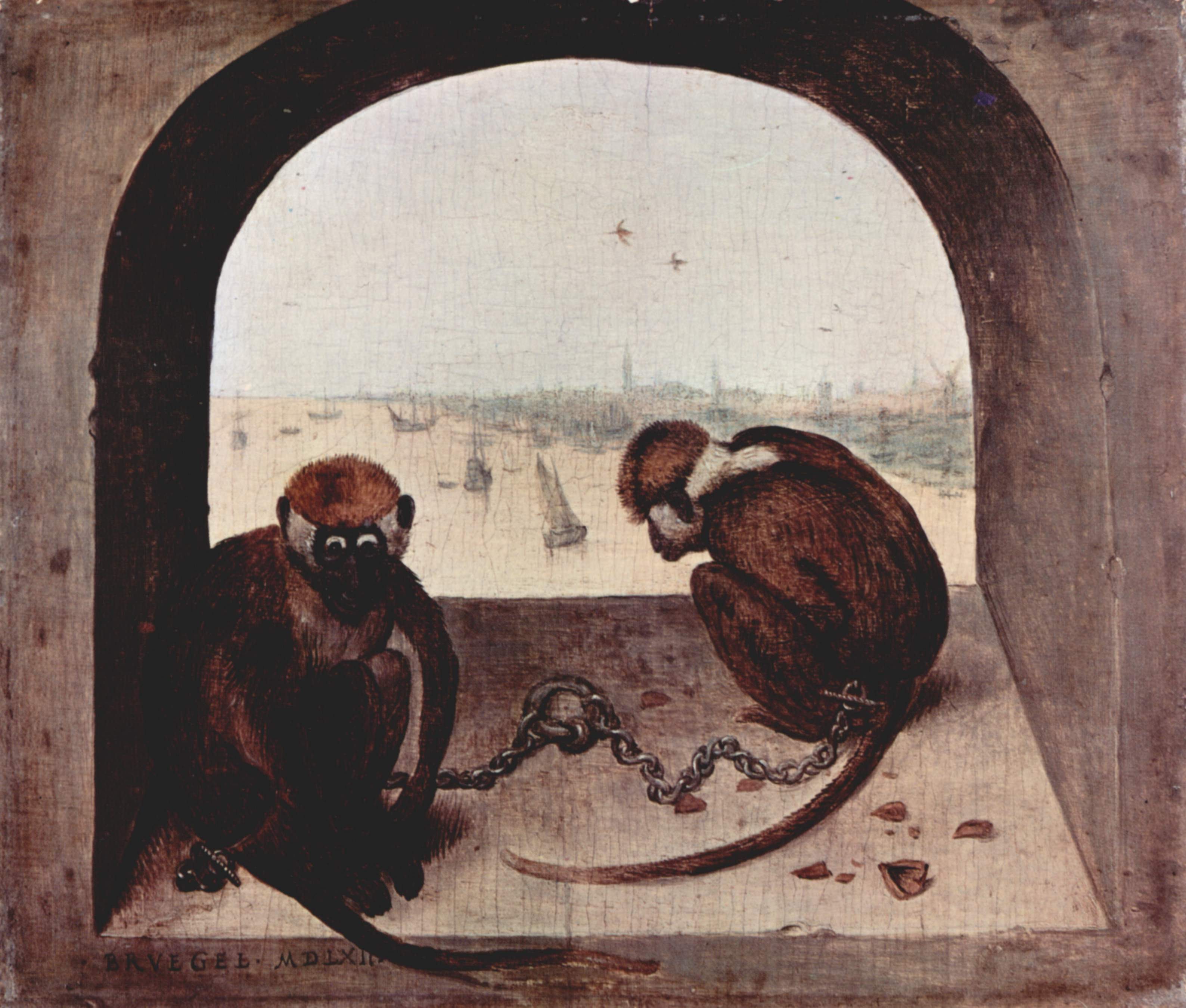
Les deux Singes, (1562)